# Nowosuchowyj
Nowosuchowyj (ros. Новосуховый) – osiedle w Rosji, w obwodzie rostowskim, w rejonie tacyńskim. W 2010 liczyło 668 mieszkańców.